# Angraecum moratii
Angraecum moratii är en orkidéart som beskrevs av Jean Marie Bosser. Angraecum moratii ingår i släktet Angraecum och familjen orkidéer. Inga underarter finns listade i Catalogue of Life.